# Clinton (comté de Lenawee, Michigan)
Pour les articles homonymes, voir Clinton.
Clinton est un village du comté de Lenawee, dans l'État du Michigan, aux États-Unis. En 2020, il comptait une population de 2 517 habitants.